# Janko Belošević
Janko Belošević (Slatina kraj Krapine, 5. listopada 1929. – Zadar, 6. ožujka 2016.), hrvatski arheolog. 

## Životopis
Osnovnu školu završio je u Petrovskom, a u Zagrebu klasičnu gimnaziju (1951.). Na Filozofskom fakultetu u Zagrebu 1958. je diplomirao arheologiju. Na Filozofskom fakultetu u Beogradu magistrirao je 1968., a doktorsku disertaciju Problemi geneze i razvoja starohrvatske materijalne kulture s posebnim obzirom na rezultate istraživanja nekropola na području sjeverne Dalmacije obranio je na Filozofskom fakultetu u Zadru 1977. Kao kustos Arheološkog muzeja u Zadru počinje raditi 1959. da bi 1961. postao voditeljem Srednjovjekovnog odjela. Godine 1978. postaje znanstvenim savjetnikom, a 1979. izvanrednim profesorom Srednjovjekovne arheologije Filozofskog fakulteta u Zadru. Obnašao je dužnost predstojnika Odsjeka za arheologiju, a u vremenu od 1987. do 1989. bio je dekanom fakulteta.

## Istraživački radovi
Istraživački rad započeo je istraživanjem ranohrvatskih groblja u Ravnim kotarima, položaj Glavčurak u Kašiću, 1964. i 1965. te 1967. na položaju Maklinovo brdo u Kašiću. Od 1967. do 1977. vodio je istraživanja ranohrvatskoga groblja na položaju Ždrijac u Ninu. Na tom najvećem i najznačajnijem do sada istraženom groblju, koje potječe iz vremena druge polovice 8. do prve polovice 9. stoljeća, istraženo je 337 grobova s više od tisuću raznih predmeta. Slijedila su istraživanja srednjovjekovnih groblja u okolici Sv. Križa (1968. - 1970.), te istraživanje i konzervatorski zahvat u crkvi Sv. Ivana Evanđeliste u Biogradu na Moru (1969. - 1970.). Sudjelovao je na istraživanjima arheoloških nalazišta u Bosni i Hercegovini (Čipuljići kod Bugojna, Rakovčani kod Prijedora, Mistihalj kod Bileće, Police i Ljubomir kod Trebinja) pod vodstvom Zemaljskog muzeja Bosne i Hercegovine iz Sarajeva i Smithsonian Instituta iz SAD-a. Zaslužan je za realizaciju stalnog postava Srednjovjekovne (starohrvatske) zbirke otvorene 29. studenoga 1974. godine, a sudjelovao je i na stalnom postavu (srednji vijek) Područne arheološke zbirke u Ninu (1969.) i Biogradu (1968. – 1969.).

## Nagrade i priznanja
Za svoj znanstveni i stručni rad dobio je više priznanja:
- diploma grada Nina za unaprjeđenje poznavanja povijesno-arheološke problematike Nina (1999.)
- odlikovanje Reda Danice hrvatske s likom Ruđera Boškovića Predsjednika Republike Hrvatske, za osobite zasluge za znanost (1999.)
- Nagrada „Fra Lujo Marun” Hrvatskog arheološkog društva, za osobit doprinos razvoju i ugledu nacionalne arheologije (2000.)
- Nagradu za životno djelo „Don Frane Bulić” Hrvatskog arheološkog društva (2006.)
- Nagrada „Josip Brunšmid”, godišnja nagrada Hrvatskog arheološkog društva za znanstvenu monografiju Starohrvatsko groblje na Ždrijacu u Ninu  (2009.)
- počasno znanstveno nastavno zvanje profesora emeritusa Senata Sveučilišta u Splitu, za osobite zasluge u razvoju i napretku Sveučilišta i priznatu nastavnu i znanstvenu djelatnost (2001.)
- počasno znanstveno nastavno zvanje profesora emeritusa Senata Sveučilišta u Zadru (2007.)

## Izbor iz djela
- Nin. Problemi arheoloških istraživanja (sa Š. Batovićem i M. Suićem), Zadar 1968.
- Nin, povijesni i umjetnički spomenici (sa Š. Batovićem i M. Suićem), Zadar 1979.
- Materijalna kultura Hrvata od 7–9. stoljeća, Zagreb 1980.
- Starohrvatsko groblje na Ždrijacu u Ninu, Zadar, 2007.
- Starohrvatsko groblje na Maklinovu brdu u selu Kašiću kod Zadra, Split, 2010.

## Vanjske poveznice
- Jurić, Radomir. 2014. Janko Belošević, muzealac (1959. - 1979.). Diadora : glasilo Arheološkog muzeja u Zadru. 28. (28.): 295–310. ISSN 0417-4046